# Derrick Allen (Basketballspieler)
Derrick Allen (* 17. Juli 1980 in Gadsden, Alabama) ist ein US-amerikanischer Basketballtrainer und ehemaliger -spieler. Nach dem Studium in seinem Heimatland spielte Allen nach einem Jahr in Island acht Spielzeiten in der deutschen Basketball-Bundesliga für verschiedene Vereine, bevor er 2012 nach Belgien zum dortigen Vizemeister aus Charleroi wechselte. 2013 kehrte er in die deutsche Basketball-Bundesliga zurück und stand nach weiteren Stationen dann bei Science City Jena unter Vertrag. Er bestritt insgesamt 477 Bundesligaspiele.

## Karriere

### Als Spieler
Allen wechselte von der High School seiner Geburtsstadt an das Southern Union State Community College in seinem Heimatstaat. Nach zwei Jahren kam er 2001 an die weiterführende University of Mississippi, wo er für die Hochschulmannschaft Rebels in der Southeastern Conference der NCAA spielte. 2002 schafften die Rebels im Basketball ihre vorerst letzte Teilnahme an der landesweiten Endrunde der NCAA, in der sie in der ersten Runde jedoch deutlich den UCLA Bruins unterlagen.
Nach dem Ende des Studiums 2003 bekam Allen nicht die Möglichkeit, in einer Profiliga seiner Heimat zu spielen, sondern wechselte zunächst lieber für ein Jahr nach Island, wo er beim Titelverteidiger Keflavik die Meisterschaft zu verteidigen half. Anschließend bekam er einen Vertrag in der deutschen Basketball-Bundesliga bei der BG Karlsruhe, mit der er jedoch in den beiden folgenden Spielzeiten die Play-offs um die deutsche Meisterschaft verpasste. Für die Saison 2006/07 wechselte er zum Rekordmeister Bayer Giants Leverkusen. Nachdem der Verein zuvor ebenfalls die Play-offs verpasst hatte, gelang diesmal der Einzug in diese; man schied jedoch gleich in der ersten Runde aus. Für die darauffolgende Spielzeit 2007/08 wechselte er zu den Skyliners Frankfurt, wo ihm mit dem Einzug in die Play-offs, nachdem der Verein in der Vorsaison diese noch verpasst hatte, ähnliches gelang. Diesmal gewann man in der ersten Runde knapp gegen seinen ehemaligen Verein aus Leverkusen, bevor man dann nach fünf Spielen im Halbfinale ausschied. Nachdem man 2009 in der ersten Runde gegen den späteren deutschen Meister EWE Baskets Oldenburg ausgeschieden war, zog man 2010 nach einem überraschenden Erfolg gegen den ULEB Eurocup-Finalisten Alba Berlin in der ersten Runde bis in die Finalserie gegen die Brose Baskets aus Bamberg ein, in der man knapp nach fünf Spielen unterlag, nachdem man schon das Pokalfinale gegen denselben Gegner knapp mit einem Punkt verloren hatte.
2010 wechselte Allen vom neuen Vizemeister aus Frankfurt zu Alba Berlin. Mit der Hauptstadtmannschaft war er im Halbfinale um die deutsche Meisterschaft knapp in fünf Spielen über seinen ehemaligen Verein aus Frankfurt siegreich. Anschließend verlor man die Finalserie der Meisterschaft aus Allens Sicht erneut knapp in fünf Spielen gegen Titelverteidiger Bamberg. In der folgenden Spielzeit 2011/12 schied man jedoch enttäuschend als Vizemeister bereits in der ersten Runde gegen den Aufsteiger s.Oliver Baskets Würzburg aus. Dies läutete einen Trainerwechsel und einen Umbruch im Kader ein, dem auch Allen zum Opfer fiel, der sich zu einem Wechsel in die Basketball League Belgium zum belgischen Vizemeister Spirou BC Charleroi für die Spielzeit 2012/13 entschloss.
Zur Saison 2013/14 kehrte Allen nach Deutschland zurück und schloss sich den Eisbären Bremerhaven an. Nach einem Jahr wechselte Allen zur Spielzeit 2014/15 erneut innerhalb der Liga und schloss sich den Basketball Löwen Braunschweig an. Nach einer Saison wechselte Allen in die zweitklassige ProA und schloss sich dem SC Rasta Vechta an, mit dem er 2016 in die Bundesliga aufstieg.
Am 21. April 2017 erzielte er im Spiel gegen Science City Jena in Jena mit einem Freiwurf in der sechsten Spielminute seinen 5439. Punkt und wurde damit Erster in der seit 1998 geführten digitalen ewigen Korbjägerliste. Er beendete die Bundesliga-Saison 2016/17 mit Vechta auf einem Abstiegsplatz. Er wechselte zur Spielzeit 2017/18 zu Science City Jena und spielte dort bis zum Ende der Spielzeit 2018/19, in der er mit den Thüringern den Klassenerhalt in der Bundesliga verpasste. Im August 2019 gab er das Ende seiner Leistungsbasketballkarriere bekannt.

### Als Trainer
Nach dem Ende seiner Spielerkarriere nahm Allen an einem Sonderlehrgang des Deutschen Basketball Bundes teil und erlangte seine B-Lizenz als Trainer. Im Anschluss hospitierte er unter Pedro Calles bei seinem ehemaligen Verein Rasta Vechta. Von September 2019 bis Saisonende 2019/20 war er fest bei Vechta als Co-Trainer angestellt. Dann wurde zunächst die Trennung vermeldet, Allen aber im Laufe des Sommers 2020 wieder in den Trainerstab Vechtas aufgenommen. Ende März 2021 wurde er nach der Entlassung Thomas Pächs zum Cheftrainer des zu diesem Zeitpunkt auf dem vorletzten Platz in der Bundesliga-Tabelle stehenden SC Rasta befördert. Allen schaffte den Klassenerhalt mit dem SC Rasta in der Saison 2020/21 nicht mehr. Im Oktober 2021 wurde er nach einem Saisonauftakt mit fünf Niederlagen in Folge in Vechta entlassen.
Im Oktober 2022 wurde er Co-Trainer bei den Capital City Go-Go in der NBA G-League. 2023 wechselte er zum Ligakonkurrenten Capitanes de Ciudad de México. Anfang April 2024 wurde Allen als Cheftrainer der mexikanischen Mannschaft Venados de Mazatlán vorgestellt. Er wurde im selben Jahr wieder Co-Trainer bei den Capitanes de Ciudad de México.

## Privates
Allen ist mit einer iranischen Übersetzerin verheiratet und hat zwei Töchter.

## Erfolge und Rekorde

### Vereinsebene
- Isländischer Pokalsieger: 2004
- Isländischer Meister: 2004
- Vizemeister Basketball-Bundesliga: 2010, 2011
- Vizemeister ProA: 2016

### Auszeichnungen
- Bundesliga All-Second-Team: 2011

### Bundesliga-Rekorde
(Stand: 15. August 2019)
- Der Korbschütze der Hauptrunde der Basketball-Bundesliga: 2006/07 (17,03 Punkte pro Spiel)
- 477 Spiele (7. Platz in der Bundesliga-Bestenliste seit 1998)
- 6173 Punkte (7. Platz in der Bundesliga-Bestenliste seit 1975)
- 2574 Rebounds (3. Platz in der Bundesliga-Bestenliste seit 1998)
- 45 Double-doubles (4. Platz in der Bundesliga-Bestenliste seit 2004)